# Prinz-Edward-Inseln
Die Prinz-Edward-Inseln (englisch Prince Edward Islands, vom deutschen Auswärtigen Amt auch als Prinz-Eduard- und Marioninseln bezeichnet) sind eine – bis auf eine Forschungsstation – unbewohnte Inselgruppe im südlichen Indischen Ozean, nahe dem Atlantisch-Indischen-Rücken, etwa auf halber Strecke zwischen Südafrika und der Antarktis, rund 1770 km südöstlich von Port Elizabeth. Die Inseln gehören zur südafrikanischen Provinz Western Cape.

## Geographie
Die Gruppe besteht aus zwei etwa 21 km voneinander entfernten Inseln, der gleichnamigen Prinz-Edward-Insel (45 km²) sowie der Marion-Insel (290 km²). Beide Inseln sind vulkanischen Ursprungs und mit einem Alter von weniger als 500.000 Jahren geologisch sehr jung. Die Vulkane sind immer noch aktiv; die letzten Ausbrüche auf der Marion-Insel ereigneten sich 1980 und 2004. Die höchste Erhebung der Inseln ist der 1230 Meter hohe Mascarin Peak auf der Marion-Insel. Aufgrund der südlichen Lage war die Gipfelregion des Mascarin Peak bis in jüngste Zeit vergletschert; infolge der Erwärmung des Klimas während der letzten Jahrzehnte scheint das Eisfeld inzwischen verschwunden zu sein.

## Klima
Obwohl die Inseln ungefähr auf dem gleichen Breitengrad liegen wie der Genfersee auf der Nordhalbkugel, zeigen sie sich klimatisch eher vergleichbar mit der Südküste Islands. Aufgrund des prägenden ozeanischen Einflusses – der über das Jahr nur sehr geringe Temperaturschwankungen und permanente Feuchtigkeit verursacht – wird die thermische Zuordnung uneinheitlich von kühl- über kaltgemäßigt bis (sub)polar vorgenommen. Nach Köppen & Geiger herrscht Tundrenklima, da der wärmste Monat zwischen 0 ° und 10 °C liegt. Eine genauere hygrothermische Zuordnung nehmen Troll & Paffen vor: Demnach handelt es sich um ein subpolares, hochozeanisches Klima mit Jahresschwankungen unter 13 K, mäßig kalten, schneearmen Wintern und kühlen Sommern, die nur baumfreie, tundrenähnliche Vegetation zulassen.
Die Prinz-Edward-Inseln liegen inmitten der Roaring Forties, die für einen permanenten, oftmals starken Westwind mit viel Niederschlag und wenig Sonnenschein verantwortlich sind. So liegt die Zahl der Regentage pro Jahr bei 317 (etwa 26 pro Monat), wobei die durchschnittliche Niederschlagsmenge pro Jahr zwischen 2400 und 3000 mm beträgt. Wegen ihrer Lage nahe der Antarktischen Konvergenz liegen die durchschnittlichen Wasser- und Lufttemperaturen ganzjährig nur bei wenigen Graden über Null (7,5 °C im Sommer, 3,6 °C im Winter). Das antarktische Packeis erreicht im Winter die Inselgruppe zwar nicht, aber Eisberge sind in den Gewässern um die Inselgruppe keine Seltenheit.

## Geschichte
Zum ersten Mal wurden die Inseln am 4. März 1663 vom niederländischen Seefahrer Barend Barendszoon Lam gesichtet; da dieser jedoch falsche Koordinaten angab, konnten sie nicht wiedergefunden werden. Erst über ein Jahrhundert später, am 13. Januar 1772, wurden sie vom Franzosen Marc-Joseph Marion du Fresne bei dessen Suche nach dem Südkontinent (Terra Australis) wiederentdeckt; nach ihm ist heute die größere der beiden Inseln benannt. Er verbrachte fünf Tage mit dem vergeblichen Versuch, dort zu landen, und setzte seine Reise nach Osten fort, nachdem er festgestellt hatte, dass er anstelle eines Kontinents nur zwei kleine Inseln gefunden hatte. 1776 traf seine Expedition, die nach dem Tod von du Fresne nun von seinem Stellvertreter, Jules Crozet, geleitet wurde, James Cook in Kapstadt. Cook nahm anschließend auch Kurs auf die Inseln, sichtete sie am 12. Dezember 1776, konnte aber wegen der schlechten Wetterbedingungen ebenfalls nicht landen. Er gab ihnen den heutigen Namen Prinz-Edward-Inseln, nach Prinz Edward, dem vierten Sohn des britischen Königs und Vater der späteren Königin Victoria.
Die erste nachgewiesene Landung fand 1803 durch eine Gruppe von Robbenjägern statt, die allerdings Spuren früherer Bewohner, wahrscheinlich ebenfalls Robbenjäger, fanden.
James Clark Ross besuchte die Inseln 1840, konnte aber ebenfalls nicht landen. Die Inseln wurden schließlich 1873 im Rahmen der Challenger-Expedition unter Kapitän George Nares vermessen.
Die britische Regierung verlieh 1908 einem William Newton die Rechte, Guanovorkommen während der nächsten 21 Jahre abzubauen, und 1926 eine 10-Jahres-Konzession zur Robbenjagd  an eine Robbenfang-Gesellschaft.
Das Gebiet wurde am 29. Dezember 1947 (Marion-Insel) und am 4. Januar 1948 (Prinz-Edward-Insel) mit Zustimmung Großbritanniens von Südafrika annektiert und gehört seit 1994 zur Provinz Westkap (Western Cape). Im Februar 1948 wurde an der Nordostküste der Marion-Insel eine permanente Station eingerichtet, die vor allem eine bedeutende Stellung in der subantarktischen meteorologischen Forschung innehat, aber auch astronomischer und atmosphärischer Forschung dient. Heute ist die wissenschaftliche Forschung durch Menschen vor Ort sehr stark beschränkt, nachdem vom Menschen eingeschleppte Ratten und Katzen von den 1950er bis in die 1970er Jahre großen Schaden an der Vogelpopulation verursacht hatten.
In der Nähe der Prinz-Edward-Inseln fand am 22. September 1979 ein als „Vela-Zwischenfall“ bezeichnetes Ereignis statt, das als Explosion gedeutet wurde und bei dem es sich demnach möglicherweise um einen gemeinsamen Kernwaffentest Südafrikas und Israels handelte.

## Naturschutzgebiet
Die Inseln sind Fortpflanzungsgebiet für den Subantarktischen Seebären und den Südlichen See-Elefanten sowie Brutgebiet für etwa 30.000 Albatrosse, mehrere hunderttausend Sturmvögel und mehr als eine Million Pinguine, vor allem Königspinguine. Als gefährdete Arten werden der Dunkle Sturmtaucher und der Rußalbatros angesehen. Es gibt zudem zahlreiche endemische Arten von Pflanzen und wirbellosen Tieren. 1995 wurden die Inseln zum Naturschutzgebiet erklärt. Die Vogelschutzorganisation BirdLife International hat die Inselgruppe als Important Bird Area (ZA101) ausgewiesen.
1949 wurden fünf Hauskatzen auf die Marion-Insel gebracht, um eine Mäuseplage in der Station zu bekämpfen. Allerdings vermehrten sich die Katzen schnell, und 1977 lebten ungefähr 3400 Katzen auf der Insel, die sich statt von den Mäusen von Sturmvögeln ernährten, so dass die Ausrottung der Vögel auf der Insel drohte. Einige Arten von Sturmvögeln starben auf der Marion-Insel in der Tat schon aus, und so wurde ein „Katzenausrottungsprogramm“ ins Leben gerufen: Einige Katzen wurden mit einer hochspezifischen, Feline Panleucopenia genannten Krankheit infiziert, was die Zahl der Katzen im Jahr 1982 auf rund 600 reduzierte. Die restlichen Katzen wurden durch nächtliche Jagd getötet, und 1991 konnten nur noch acht Katzen innerhalb von zwölf Monaten gefangen werden. Es wird angenommen, dass es heutzutage keine Katzen mehr auf der Marion-Insel gibt. Infolgedessen hat sich allerdings die Population der Mäuse massiv vergrößert, so dass nun auch ein Ausrottungsprogramm für Mäuse geplant wurde und seit 2017 durchgeführt wird.
Am 9. April 2013 erklärte die südafrikanische Regierung durch das Department of Water and Environmental Affairs die Inselgruppe mit ihrer 12-Meilen-Zone zur Meeresschutzzone (Marine Protected Area). Eine Unterschutzstellung nach dem nationalen Recht Südafrikas war bereits in der Government Gazette Nr. 32198 vom 8. Mai 2009 angekündigt worden. Dafür legte man damals die Section 43 des Marine Living Resources Act (Act No. 18 / 1998) zugrunde.